# Salsola aphylla
Salsola aphylla är en amarantväxtart som beskrevs av Carl von Linné d.y.. Salsola aphylla ingår i släktet sodaörter, och familjen amarantväxter. Inga underarter finns listade i Catalogue of Life.